# موسی‌درگهواره
موسی‌درگهواره (انگلیسی: Tradescantia spathacea) نوعی گیاه از خانوادهٔ برگ‌بیدیان است که سال ۱۷۸۸ توصیف شد و بومی بلیز، گواتمالا و جنوب مکزیک است.